# Getrutesläktet
Getrutesläktet (Galega) är ett växtsläkte i familjen ärtväxter med fem arter och förekommer i södra Europa, västra Asien och tropiska Östafrika. Två arter odlas som trädgårdsväxter i Sverige.